# Josh Dean
Josh Dean, geboren als George Joshua Christian Dean (Burnaby, 3 december 1979), is een Canadees acteur en scenarioschrijver. 

## Carrière
Dean begon in 2003 met acteren in de film Purple Gas, waarna hij nog meerdere rollen speelde in films en televisieseries. 

## Filmografie

### Films
Uitgezonderd korte films.
- 2021 Christmas with a Prince: The Royal Baby - als Jeff
- 2019 Christmas with a Prince: Becoming Royal - als Jeff
- 2019 Art of Falling in Love - als Nate
- 2018 Christmas with a Prince - als Jeff
- 2018 My Perfect Romance - als George
- 2010 Father vs. Son - als Grant Coletti
- 2009 This Might Hurt - als dr. Ethan Malinow
- 2007 The Beast - als Frank Hopper
- 2007 Bagboy - als Freddy
- 2007 Young People Fucking - als Andrew
- 2003 Turnbuckle - als Peter Jackson
- 2003 Purple Gas - als Cole Peters

### Televisieseries
Uitgezonderd eenmalige gastrollen.
- 2024 Quantum Leap - als Josh Nally - 2 afl.
- 2016-2020 Blindspot - als Boston Arliss Crab - 14 afl.
- 2016-2017 Con Man - als Rico Java - 4 afl.
- 2015 Castle - als Jim Kogut - 2 afl.
- 2012 Mike & Molly - als pastoor Justin - 2 afl.
- 2011 The Handlers - als Tim - 4 afl.
- 2006 Free Ride - als Nate Stahlings / Nate Dineen - 6 afl.

### Computerspellen
- 2021 Ratchet & Clank: Rift Apart - als mr. Fungi
- 2021 Mass Effect: Legendary Edition - als diverse stemmen
- 2020 Spider-Man: Miles Morales - als stem
- 2012 Mass Effect 3 - als stem
- 2010 Mass Effect 2 - als Horftin / Jonn Whitson
- 2009 Dragon Age: Origins - als Pick
- 2007 Mass Effect - als korporaal Richard L. Jenkins / David al Talaqani / Schells
- 2005 Jade Empire - als stemmen
- 2003 Neverwinter Nights: Hordes of the Underdark - als stem
- 2003 Neverwinter Nights: Shadows of Undrentide - als stem

### Filmregisseur
- 2017 Knowledge Is Power - computerspel

### Scenarioschrijver
- 2021 Christmas with a Prince: The Royal Baby - film
- 2016-2017 Con Man - televisieserie - 6 afl.

- Library of Congress Control Number: no2008158223
- Virtual International Authority File: 51515789
- WorldCat: E39PBJf8td66FrkkVFXyVbmGHC